# FC CSKA 1948 소피아
FC CSKA 1948 소피아(불가리아어: ФК ЦСКА 1948 София, 영어: FC CSKA 1948 Sofia)는 2016년에 창단된 불가리아의 축구 클럽이다. 소피아를 연고로 하는데 현재 불가리아의 최상위 리그 파르바리가에 참가하고 있으며 구단의 상징색은 빨강과 하얀색이다.
이 구단은 2016년 당시 옛 구단의 파산 이후 그리샤 간체프가 CSKA 소피아를 위해 리텍스 로베치를 구조조정하여 새 법인을 창설 했는데 이에 반대한 지지자들이 모여 새로운 구단을 만들었다. 이 신생 구단은 하부 리그에서부터 빠르게 승격을 이루었고 2020년에 최상위 리그 파르바리가로 승격 하는데 성공했다.

## 선수 명단

### 현역
참고: FIFA 자격 규정에 따라 소속된 국가대표팀 국기를 표시합니다. 선수는 복수의 FIFA 비회원국 국적을 가지고 있을 수 있습니다.
| 번호 | 포지션 | 국적 | 이름            |
| ---- | ------ | ---- | --------------- |
| 20   | MF     |      | 루안 아우구스토 |

| 번호 | 포지션 | 국적 | 이름 |
| ---- | ------ | ---- | ---- |

## 역대 감독
| 감독                | 임기      |
| ------------------- | --------- |
| 크라시미르 발라코프 | 2020~2021 |
| 니콜라이 파나토요프 |           |
| 발렌틴 일리에프     |           |

## 같이 보기
- AFC 윔블던
- SV 아우스트리아 잘츠부르크
- CF 벨레넨스스
- FC 유나이티드 오브 맨체스터